# Vlag van Overslag

Vlag van Overslag

De vlag van Overslag was een concept gemeentevlag voor de Zeeuwse gemeente Overslag. Deze vlag is in 1970 door ir. A.J. Beenhakker ontworpen omdat Overslag geen eigen vlag had. De beschrijving luidt: 
Rechthoekig, waarvan de hoogte zich tot de lengte verhoudt als 2:3, in blauw twee gele boten, in het midden vergezeld van een gele verticale baan, waarvan de breedte 1/5 bedraagt van de lengte van de vlag.
De kleuren van de vlag en de boten zijn ontleend aan het gemeentewapen.
Tot 1 april 1970 vormde Overslag een zelfstandige gemeente, toen ging het op in de nieuwe gemeente Axel en daardoor is de concept gemeentevlag geannuleerd. Later werd het ontwerp aangenomen als dorpsvlag. Op 1 januari 2003 werd de gemeente Axel opgeheven, sindsdien maakt Overslag deel uit van de gemeente Terneuzen.

## Verwante afbeelding

Het wapen van Overslag

Boschkapelle
· Cadzand
· Clinge
· Eede
· Graauw en Langendam
· Haamstede
· 's-Heer Arendskerke
· 's-Heerenhoek
· Heille
· Heinkenszand
· Hengstdijk
· Hoedekenskerke
· Hoek
· Hoofdplaat
· Koewacht
· Kwadendamme
· Nieuwerkerk
· Nieuwvliet
· Ossenisse
· Ouwerkerk
· Overslag
· Philippine
· Retranchement
· Rilland
· Scharendijke
· Serooskerke (Schouwen-Duiveland)
· Serooskerke (Veere)
· Sint Anna ter Muiden
· Sint-Annaland
· Sint Kruis
· Sirjansland
· Stoppeldijk
· Yerseke